# نشانه
نِشانِه چیزی‌است که بر وجود یا حضورِ واقعیت، کیفیت یا حالت دیگری دلالت می‌کند. نشانه عنصری اساسی در ارتباطات است و نشانه‌های زبانی (حرفها، واژهها و …)، غیر زبانی (تصاویر، اشیاء و …) و هر چیز دیگری را که بتوان از آن معنایی استنباط کرد، در بر می‌گیرد.
فلاسفه بارها تلاش کرده‌اند با برچسب‌هایی چون حیوان ابزارساز، حیوان اجتماعی، حیوان هوشمند و... ما را از دیگر جانداران مجزا کنند. اما یافته‌های جانورشناسان نشان داده سایر ساکنان کره زمین نیز کمابیش در درجاتی ناهمسان از همهٔ این توانایی‌ها برخوردارند.
شاید تنها نیرویی که بتوان با اطمینان آن را ویژه انسان دانست توانایی اندیشیدن انتزاعی و نمادپردازی باشد. اندیشه انتزاعی هنگامی شکل می‌گیرد که به مفاهیم تجریدی (آنچه حس‌های پنجگانه از درکش ناتوانند) فکر می‌کنیم. نمادپردازی نیز آنجایی آغاز می‌شود که انسان برای یک جسم یا مفهوم، نامی (برچسب یا واژه‌ای) بر می‌گزیند و یا آن را با شکل، رنگ یا علامتی به تصویر می‌کشد.

## نشانه‌های ترسیمی

تابلوی محل عبور عابر پیاده، نشانه‌ای داستانی تصویری است

نشانه‌های ترسیمی دارای انواع گوناگون هستند.
- گاهی این نشانه‌ها «داستانی» و تصویری‌اند؛ ولی تصویری بودن نشانه‌های ترسیمی الزامی نیست.
- گاهی نشانه‌های ترسیمی «تصوری» هستند. این نشانه‌ها، در عین اینکه تجریدی‌اند، رابطه عینی مشخصی با موضوع خود ندارند. برای مثال دو خط افقی موجدار که نشانه‌ای از آب است.
- برخی از نشانه‌های ترسیمی، به کلی «تجریدی» هستند. این نشانه‌ها، هیچ رابطه عینی با تصوراتی که باید نشانگر آن‌ها باشند، ندارند. بیشتر حروف، اعداد و علائم ریاضی ساده از این قبیل‌اند.

### کاربرد نشانه‌های ترسیمی
با وقوع انقلاب در صنعت حمل و نقل، امروزه، میلیون‌ها جهانگرد در جهان جابجا می‌شوند که با زبان و فرهنگ کشور مقصد ناآشنا هستند. انقلاب در صنعت حمل و نقل همچنین باعث شده‌است تا فواصل برای جابجایی کالاها و محصولات به حداقل برسد. نشانه‌های ترسیمی زبان مشترک مردم جهان است. گستره کاربردی وسیع نشانه‌های ترسیمی از تابلوهای اخطاری تا روی جعبه‌ها و کارتن محصولات، اسباب و البسه، کلیدهای دستگاه‌های الکتریکی و الکترونیکی، تابلوی فروشگاه‌ها و حتی داخل اتومبیل را شامل می‌شود.
بسیاری از داده‌های کمی را می‌توان به وسیلهٔ تکرار نشانه‌های ترسیمی بیان نمود. این کاربرد در شکل کیفی نیز بسیار مورد استفاده است. برای مثال در نقشه‌های پراکندگی صنایع و کشاورزی در کشور (یا استان) برای هر محصول نشانه‌ای اختصاص داده می‌شود و تکرار این نشانه نیز کمیت آن محصول را مشخص می‌کند.
گاهی از نشانه‌های ترسیمی، برای نشان دادن یک فرایند استفاده می‌شود. در الگوریتمها معمولاً نشانه‌های تجریدی قراردادی (مثلاً لوزی برای شرط اگر:) به‌کار برده می‌شود. از دیگر کاربردهای علایم تجریدی، حروف و اعداد هستند. هر یک از حروفی که در این صفحه مشاهده می‌شود، به تنهایی فقط نشانه‌ای تجریدی می‌باشند. در حالیکه از تجمع آن‌ها یک مقاله با مفهوم به وجود آمده است.

### تاریخچه نشانه‌های ترسیمی

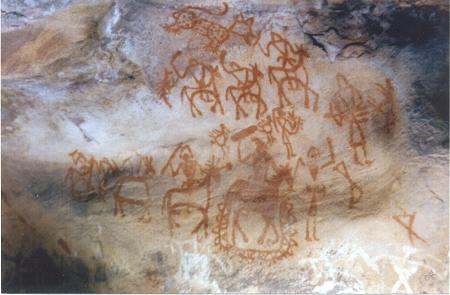
نشانه‌های ترسیمی انسان‌های نخستین بر دیوار غاری در هندوستان

نشانه‌های ترسیمی قرن‌ها پیش از خط و زبان به وجود آمده‌اند. انسان‌های اولیه برای بجا گذاردن مدرکی از مجاهدتهای خویش، از استعدادهای خود کمک گرفتند و نشانه‌هایی را بر درختان و سنگ‌ها از خود بجا گذاشتند. با پیدایش خط و زبان، از کاربرد نشانه‌ها کم نشد. چرا که همواره اکثریت مردم، بی سواد بودند. اختراع اتومبیل باعث شد تا نشانه‌های تصویری جدیدی به وجود آید. یکی از اولین سیستم‌های علایم جاده‌ای توسط کلوپ توریستی ایتالیا در سال ۱۸۹۵ طرح‌ریزی شد. در سال ۱۹۰۹ چندین کشور اروپایی برای اولین بار نشانه‌هایی را به عنوان نشانه‌های همشکل و یکسان پذیرفتند. از سال ۱۹۴۲ ایالات متحده نشانه‌های جاده‌ای جدید خود را طرح‌ریزی نمود که مورد قبول بسیاری از کشورهای جهان قرار گرفت.
نشانه‌های کیمیاگران قرون وسطی، نشان‌های نجابت خانوادگی، اهریمنان، خدایان و الهه‌ها و مهرها و سجایا روند نشانه‌های بازمانده از گذشته را نشان می‌دهند.

## نشانه در معماری
بنایی است سمبلیک که استقرارش در جداره موجب توقف دید وجلب توجه می‌شود. همچنین این عنصرکالبدی در خاطرباقی می‌ماندودر شناخت محیط مؤثر است.

### نشانه‌ها درقرآن
بر روی حروف قرآن جمعاً ۲۸ علامت بکار رفته‌است که ۳ مورد آن یعنی کسره و یای مدّی و تنوین جرّ در زیر حروف و بقیه روی آن‌ها قرار می‌گیرند (علامت اشباع در کنار حرف ه قرار دارد)
علائم به شرح زیرند:
۱- حرکات و سکون جمعاً ده مورد
۲-علائم وقف ۶ مورد
۳-علائم احکام ۱۲ مورد